# Arènes du Grau-du-Roi
Les arènes du Grau-du-Roi, inaugurées en 1960, sont les arènes de la commune du Grau-du-Roi située dans le département français du Gard. Elles peuvent contenir 3 000 personnes. Elles sont entièrement dédiées à la course camarguaise, mais lors de la fête votive du Grau-du-Roi on assiste aussi à des abrivado et des bandido. Le premier rassemblement de la bouvino a lieu en mars avec l'abrivado des plages . Par ailleurs, elles accueillent des spectacles (dont des concerts) en période estivale.

## Présentation
Les arènes sont situées route du Grau-du-Roi. Elles remplacent depuis 1960 l'ancien « plan de charrettes » portatif que chaque village possédait autrefois. Il s'agissait de rassembler des charrettes et de les mettre bout à bout autour d'une place pour délimiter une piste de fortune où évoluaient taureaux et raseteurs.
En 2002 on a érigé une sculpture signée Ben K de trois cocardiers devant leur entrée.
Elles sont dirigées par Danien Siméon, frère du raseteur Jacky Siméon.

## Tauromachie
On y pratique les courses camarguaises uniquement, mais aussi « un jeu très ancien, un jeu camarguais : l’abrivado ou la bandido, le sens et le nom changent selon le moment de la journée, cette tradition a une dimension sociale et historique selon Claude Raynaud ».
Le Trophée de la Mer s'y déroule chaque année en septembre.